# Vaux-sur-Lunain
Vaux-sur-Lunain là một xã ở tỉnh Seine-et-Marne, thuộc vùng Île-de-France ở miền bắc nước Pháp.

## Dân số
Người dân ở Vaux-sur-Lunain được gọi là Vaulxois.
Điều tra dân số năm 1999, xã này có dân số là 192.